# Robert Gifford (2e baron Gifford)
Pour les articles homonymes, voir Robert Gifford et Gifford.
Robert Francis Gifford, 2e baron Gifford (19 mars 1817 - 13 mai 1872) est un pair britannique.

## Biographie
Il est le fils de Robert Gifford (1er baron Gifford). Il fait ses études au Trinity College, à Cambridge et est officier dans l'armée britannique. Il devient baron le 4 septembre 1826 et occupe son siège à la Chambre des lords.
Le 2 avril 1845, il épouse Frederica-Charlotte-Fitz-Hardinge, fille aînée de Maurice Berkeley (1er baron FitzHardinge), et a : 
- Eva Gifford, (21 février 1846 - 6 avril 1915), mariée le 24 mai 1866, au major général Henry Trotter, Grenadier Guards.
- Harriet Ella Gifford, (24 janvier 1847 - 12 février 1942), mariée le 5 janvier 1865, à Archibald-Henry Douglas-Pennant
- Emily Gifford, (19 décembre 1847 - 28 janvier 1926), mariée le 2 juin 1868 à Robert-Thomas-Napier Speir, Esq., De Guidées, dans le Perthshire.
- Edric Gifford (3e baron Gifford), (5 juillet 1849 - 5 juin 1911)
- Evelyn Mary Gifford, (née le 20 novembre 1850), mariée le 31 août 1872, à Thomas Arthur Fitzhardinge Kingscote, 3e fils de Thomas Henry Kingscote.
- Eleanor Gifford, (née le 21 mars 1852), mariée le 5 novembre 1873, à Edward-M. Dansey.
- Edward Robert Gifford, (3 novembre 1853 - 24 mars 1878).
- Elspeth Fitz Hardinge Gifford, (25 juillet 1855 - 10 décembre 1913)
- Edgar Berkeley Gifford (4e baron Gifford), Lieut. Milice de S. Gloucester, (8 mars 1857 - 29 janvier 1937)
- Maurice Gifford (en), (5 mai 1859 - 1er juillet 1910), épouse Marguerite Thorold, fille du capt Thorold de Boothby.
- Elton-Vivian, (né le 14 avril 1861)